# Quiet Company
Quiet Company es una banda de rock de Austin, Texas, dirigida por Taylor Muse. Han publicado cuatro álbumes de larga duración, un EP, un DVD en vivo, y un sencillo navideño. Ellos son la primera banda firmada por Grooveshark en el Programa de Desarrollo de artista y recientemente lanzó su cuarto álbum, “A Dead Man on my Back".

## Historia

### Primeros trabajos
Taylor Muse estaba entre los más destacados de la música indie del este de Texas con su participación en varios proyectos clave en el momento: Uncle Andrew, Neckpunch, The Lonely Hearts (tambores, guitarra) y Eisley (bajo eléctrico). Muse fue fundamental en el proceso de composición para el álbum debut de Eisley para Warner Bros. Records, dándoles su primer nombre, Moss Eisley. Con el tiempo se separó del grupo formado por una familia para centrarse en otros proyectos, en concreto, The Connotations.
Después de un año sin éxito con The Connotations en Nashville, TN; Muse volvió a Austin, para comenzar a escribir y grabar lo que sería el primer LP bajo el nombre de Quiet Company: Shine Honesty. El disco fue rápidamente recogido para su distribución en línea por el sello Northern Records. Siguiendo el consejo de su entonces sello, Muse comenzó a reformar Quiet Company en la formación que lo define hoy, con la primera adición permanente de ser Thomas Blank, a través de un anuncio de Craigslist, en 2005. Muse y su elenco rotativo de compañeros de banda se embarcó en una serie de pequeñas giras nacionales a lo largo de los años. Poco después, la banda dejó su sello a adoptar un enfoque más personal.
En 2009, la banda grabó su segundo LP, “Everyone You Love Will Be Happy Soon”, con dos productores locales, Charlie Vela y Louie Lino. Tras el lanzamiento de este segundo LP, dos miembros adicionales se unieron a la banda para siempre: Jeff Weathers y Matthew Parmenter (batería y el bajo, respectivamente). Durante el rodaje de su segundo video musical para el sencillo del álbum, "On Modern Men", la banda encontró su quinto y último miembro: Cody Ackors.

### Éxito inicial
Muse experimentó un notable éxito con Quiet Company en los inicios de la carrera de la banda. Canciones de “Everyone You Love...” y “Songs for Staying In” aparecieron en programas de televisión populares tales como My_Generation_, Keeping Up With the Kardashians, Real World y Married to Rock. La canción "How Do You Do It?" estuvo en la 3ª posición de las estaciones de radio de rock de Texas: KGSR, KUT, KROX-FM. Además de esto, la banda ha compartido escenario con muchos grupos notables en su estado natal de Texas:  Eisley, Old 97's, Dear & the Headlights, Rooney, The Toadies, Bob Schneider.

### Influencias religiosas, la crítica
Aunque Taylor Muse, líder de Quiet Company firmó con un sello cristiano, North Records, actuó en un festival de música de rock cristiano, el Cornerstone Festival. El propio Muse ha realizado en numerosas ocasiones, comparaciones religiosas duras en sus letras. Ya no es cristiano y afirma que Quiet Company nunca ha sido una banda cristiana: "siempre he caído en la imagen religiosa como una herramienta de composición de canciones, solo porque era familiar para mí y me gustó la estética de la misma", dice Muse, en una entrevista con el Austin Chronicle.
Al igual que los álbumes anteriores de Quiet Company, We Are All Where We Belong todavía toma prestado de metáforas cristianas. Sin embargo, para este disco, el significado más profundo detrás de estas metáforas significa algo muy diferente de lo que hizo anteriormente para la banda. Dice Muse: "Es fácilmente la cosa más personal que he escrito. Es, en esencia, una ruptura de registro, solo el romance que está terminando fue entre mi persona y la religión".

### Actividad reciente
Quiet Company, ha grabado, “Have Yourself a Merry Little Christmas” para la versión 2007 de The Peace on Earth: A Holiday Album. El álbum estuvo disponible para descargar directamente desde la web. Todas las ganancias de las ventas fueron a las Toys for Tots caridad.
En 2009, lanzaron un nuevo álbum llamado “Everyone You Love Will Be Happy Soon” producido por Charlie Vela, y Louie Lino, de Nada Surf fame.
En 2010, Quiet Company lanzó “Songs for Staying In”, un EP de 6 canciones, producido por Quiet Company y grabada por el bajista Matt Parmenter en el estudio de su apartamento, Ice Cream Factory Studios .
En enero de 2011, Quiet Company fue nominada, y ganó en la décima edición de los Independent Music Awards en la categoría Pop/Rock Canción para "It’s Better To Spend Money Like There’s No Tomorrow Than Spend Tonight Like There’s No Money".
En julio de 2011, Quiet Company unió sus fuerzas a través de un acuerdo de desarrollo del artista con el servicio de streaming de música Grooveshark. Aprovechando los puntos fuertes de la empresa para encabezar un esfuerzo de comercialización de la música progresiva. La relación tenía como objetivo proporcionar una estrategia realista para los artistas en una industria que cambia rápidamente.
A partir de enero de 2012, la banda ha tenido tres lugares promocionales en Grooveshark. Crecieren desde casi 0 a más de 23.000 oyentes diarios, y el aumento de me gusta de Facebook desde un poco más de 2.000 a más de 50.000. La banda pasó la mayor parte de 2011 la promoción de su nuevo álbum en todo Texas, además de anotar franjas horarias en los CMJ Festival DeLuna. Las canciones del nuevo álbum han alcanzado su punto máximo en los sitios web y blogs populares como Hype Machine y We Are Hunted (# 49 más publicitada y # 5 en listas de rock , respectivamente), además de recibir atención en NPR y MTV, prestigiosos sitios web y programas de televisión como Last Call con Carson Daly. El primer video musical de su nuevo álbum, "Fear and Fallacy, Sitting In a Tree" (dirigida por Justin Kirchoff), se encuentra en la actualidad con más de 250.000 reproducciones de vídeo.
En 2012, Quiet Company y sus miembros ganaron varios (10) premios por la edición 30ª de los Austin Music Awards.
- La banda fue votada en 2011-2012 Banda del Año , Mejor banda indie, y Mejor Banda de rock; Álbum del Año por, We Are All Where We Belong y Canción del Año por "You, Me & Boatman".

- Taylor Muse fue votado como Músico del Año, Mejor Vocal masculino y Mejor Compositor de canciones, y Jeff Weathers fue votado Mejor batería.

- Matt Parmenter fue votado como Mejor Productor por su trabajo en We Are All Where We Belong.

### Tours
Han hecho varias giras nacionales pero actúan principalmente en los alrededores de su estado natal: Texas. Han actuado con muchos lugares relevantes, como: Toadies, Bob Schneider, Rooney, Evan Dando, Stoney, What Made Milwaukee Famous, Deadbeat Darling, Eisley, Alpha Rev, Old 97's, Dear and the Headlights, y Cheap Trick.

## Integrantes

### Formación actual
- Taylor Muse - voz, guitarras acústicas y eléctricas, guitarra barítono, piano, batería, glockenspiel, armónica, sintetizadores, piano eléctrico, trompeta, banjo, percusión y órgano.
- Thomas Blank - acústicas y eléctricas guitarras, piano eléctrico, canto, piano, glockenspiel, melódica, y órgano.
- Mateo Parmenter - bajo, canto, piano, banjo, percusión, stylophone, y el órgano
- Leah Muse y Betsy Aune, coros

### Antiguos miembros
- Jesse García (batería)
- Tim Robbins (batería)
- Michael Delaney (batería)

## Discografía

### Álbumes
- Shine Honesty - 2006
- Everyone You Love Will Be Happy Soon – 2009
- Songs for Staying In –2010
- We Are All Where We Belong –2011
- A Dead Man On My Back: Shine Honesty Revisited – 2013

### Recopilaciones
- Scene But Not Herd - Unsigned Band Compilation #3 – 2001
- Peace on Earth: A Holiday Album – 2007
- Music For The City, Vol. 1 - 2009